# Centris flavohirta
Centris flavohirta är en biart som beskrevs av Heinrich Friese 1900. Centris flavohirta ingår i släktet Centris och familjen långtungebin. Inga underarter finns listade.